# Paul Marcinkus
Paul Casimir Marcinkus, AFI: [pɔːl ˈkæzɪmɪə(ɹ) mɑrˈsɪŋkəs] (Cicero, 15 gennaio 1922 – Sun City, 20 febbraio 2006), è stato un arcivescovo cattolico statunitense.

## Biografia
(The Observer, 25 maggio 1986)
Nacque a Cicero, un sobborgo di Chicago (Illinois), il 15 gennaio 1922, figlio degli immigrati lituani Mykolas Marcinkus (Lituania, 15 gennaio 1889 - Cicero, 2 febbraio 1955), emigrato prima a Pittsburgh e poi a Fond du Lac per non assolvere il servizio di leva nell'esercito zarista, ed Helen Lenortowicz Marcinkus (Lituania, 26 febbraio 1894 - Cicero, 1º maggio 1972), quarto di cinque figli: Hippolyte Paul “Ippolito” (1915-1973), Brunoslovas Carl “Bruno” (1916-1990), Boleslovas Charles “William” (1917-1983) e Matilda Helen “Matty”(1927-1988). Il padre si guadagnava da vivere pulendo i vetri degli uffici.
Entrato a diciotto anni nel seminario maggiore di St. Mary of the Lake a Mundelein, in Illinois, studiò filosofia e teologia e fu ordinato sacerdote per l'arcidiocesi di Chicago il 3 maggio 1947 dal cardinale Samuel Alphonsius Stritch, per poi passare l'anno seguente al tribunale diocesano.
Negli anni cinquanta, trasferitosi a Roma, studiò teologia presso la Pontificia Università Gregoriana ed ebbe la possibilità di lavorare nella prestigiosa sezione inglese della Segreteria di Stato. Ebbe così l'occasione di incontrare e lavorare con monsignor Giovanni Battista Montini, il quale nel 1963 fu eletto papa col nome di Paolo VI. Fu proprio Stritch, divenuto per soli sei mesi prefetto della Congregazione Propaganda Fide prima di una morte improvvisa, a inviarlo a Roma. Nello stesso anno fece costruire Villa Stritch, un complesso progettato per ospitare i prelati statunitensi, divenendone il primo rettore.
Il 24 dicembre 1968 fu nominato organizzatore dei viaggi papali e vescovo titolare di Orta. Ricevette la consacrazione episcopale il 6 gennaio 1969 nella basilica di San Pietro in Vaticano dallo stesso pontefice, co-consacranti gli arcivescovi Sergio Pignedoli, segretario della congregazione per l'evangelizzazione dei popoli e Ernesto Civardi, segretario della congregazione per i vescovi.
Negli anni settanta Paolo VI lo incaricò di organizzare anche il servizio di guardia del corpo alla sua persona. Per tale incarico, oltre che per l'aspetto imponente e le maniere spicce, fu soprannominato "Il Gorilla".
Strinse amicizia con l'uomo d'affari statunitense David Matthew Kennedy, allora presidente della Continental Illinois National Bank di Chicago, poi nominato nel 1969 ministro del tesoro nell'amministrazione Nixon. Fu proprio il banchiere-ministro a mettere Marcinkus in contatto con Michele Sindona (finanziere siciliano, membro della P2 e in stretti contatti con la mafia), il quale a sua volta lo introdusse al presidente del Banco Ambrosiano, Roberto Calvi (anch'egli appartenente alla loggia massonica P2). Secondo il giornalista Nick Tosches, invece, che raccolse le memorie di Sindona intervistandolo in carcere (Il mistero Sindona, edito nel 1986), fu quest'ultimo a presentare a Marcinkus il presidente della Continental. La Continental era in affari già dal 1960 con Sindona: la banca statunitense aveva acquistato in quell'anno un cospicuo pacchetto azionario della Banca Privata Finanziaria (24,5%). Il 15 gennaio 1969 Montini lo nominò segretario dello IOR.
Con Calvi fondò nel 1971 la Cisalpina Overseas Nassau Bank (poi Banco Ambrosiano Overseas, indagato per riciclaggio di denaro proveniente dal narcotraffico) nelle Bahamas, nel cui consiglio di amministrazione figuravano anche Sindona e Licio Gelli.
Fu quindi nominato presidente dell'Istituto per le Opere di Religione (IOR), la banca del Vaticano nel 1971. Di particolare rilievo risultano i rapporti con il Banco Ambrosiano, al cui consiglio di amministrazione Marcinkus partecipò ben ventitré volte.
Nel 1972 entrò in contrasto con l'allora patriarca di Venezia Albino Luciani (poi papa Giovanni Paolo I) riguardo alla cessione da parte dello IOR del 37% delle azioni della Banca Cattolica del Veneto al Banco Ambrosiano di Roberto Calvi, senza avvisare i vescovi veneti.
Il 26 aprile 1973 fu interrogato da William Lynch, capo della Organized Crime and Racketeering Section (OCRS) del Dipartimento di Giustizia degli Stati Uniti, e William Aronwald, vice capo della Strike Force del distretto sud di New York, riguardo a un caso di riciclaggio di denaro e obbligazioni false che partiva dalla mafia newyorkese e approdava in Vaticano, per un totale di 950 milioni di dollari. Alle indagini fecero seguito alcuni arresti, ma Marcinkus fu assolto per insufficienza di prove.
Il 26 settembre 1981 papa Giovanni Paolo II lo elevò alla dignità di arcivescovo e lo nominò pro-presidente della Pontificia Commissione per lo Stato della Città del Vaticano, posizione da cui si dimise il 30 ottobre 1990. Nel 1989 aveva già lasciato lo IOR.
In quanto presidente dello IOR rimase invischiato nello scandalo del crack del Banco Ambrosiano, riuscendo a evitare, grazie al passaporto diplomatico vaticano, il mandato di cattura emesso il 20 febbraio 1987 dal giudice istruttore Renato Bricchetti, del tribunale di Milano.
Il suo nome è citato anche in altri scandali, quali la morte di papa Giovanni Paolo I, la sparizione di Emanuela Orlandi e gli abusi sessuali compiuti nei seminari romani.
Nel 1997, come prescritto dal Codice di diritto canonico, al compimento del settantacinquesimo anno di età, si dimise da ogni incarico in Curia romana. Nel 1998 lasciò Roma per ritirarsi a Sun City, in Arizona, dove ricoprì il ruolo di vicario parrocchiale della piccola parrocchia di San Clemente.
Morì il 20 febbraio 2006 a Sun City, venendo sepolto presso il St. Casimir Catholic Cemetery di Chicago.

## Genealogia episcopale
La genealogia episcopale è:
- Cardinale Scipione Rebiba
- Cardinale Giulio Antonio Santori
- Cardinale Girolamo Bernerio, O.P.
- Arcivescovo Galeazzo Sanvitale
- Cardinale Ludovico Ludovisi
- Cardinale Luigi Caetani
- Cardinale Ulderico Carpegna
- Cardinale Paluzzo Paluzzi Altieri degli Albertoni
- Papa Benedetto XIII
- Papa Benedetto XIV
- Papa Clemente XIII
- Cardinale Marcantonio Colonna
- Cardinale Giacinto Sigismondo Gerdil, B.
- Cardinale Giulio Maria della Somaglia
- Cardinale Carlo Odescalchi, S.I.
- Cardinale Costantino Patrizi Naro
- Cardinale Lucido Maria Parocchi
- Papa Pio X
- Papa Benedetto XV
- Papa Pio XII
- Cardinale Eugène Tisserant
- Papa Paolo VI
- Arcivescovo Paul Marcinkus

## Scandali e questioni irrisolte
(difesa di Paul Marcinkus)

### Il crack del Banco Ambrosiano e il "caso IOR"
All'inizio degli anni 1980, il nome di Marcinkus fu collegato a scandali finanziari riportati in prima pagina sulla stampa di tutto il mondo.
In particolare fu accertato che lo IOR, a quel tempo diretto da Marcinkus, aveva avuto un ruolo primario nel crack del Banco Ambrosiano di Roberto Calvi, in un complicato "risiko bancario" che aveva come ulteriori protagonisti personaggi discussi come Michele Sindona e il "venerabile maestro" della loggia massonica P2, Licio Gelli.
Lo IOR, infatti, aveva concesso nel 1981 a Calvi lettere di patronage, con le quali confermava che «direttamente o indirettamente» esercitava il controllo su Manic. S.A. (Lussemburgo), Astolfine S.A. (Panama), Nordeurop Establishment (Liechtenstein), U.T.C. United Trading Corporation (Panamá), Erin S.A (Panamá), Bellatrix S.A (Panamá), Belrosa S.A (Panamá), Starfield S.A (Panamá), società fantasma con sede in noti paradisi fiscali, che avevano fatto da "paravento" alla destinazione dell'ingarbugliato flusso di denaro che aveva drenato duemila miliardi di lire dalle casse dell'Ambrosiano. 
Inoltre, secondo le dichiarazioni rese dal pentito di Cosa nostra Vincenzo Calcara, considerate credibili nel 2003 con sentenza del tribunale di Roma (nona sezione penale, con sentenza del 6 giugno 2003), e rese pubbliche solo nel 2008, Marcinkus sarebbe stato il personaggio di raccordo fra l'"entità vaticana" e quella di Cosa nostra per le attività di riciclaggio di denaro. Il pentito, fra l'altro, riferisce di aver trasportato a Roma, pochi mesi prima dell'attentato a Giovanni Paolo II nel 1981, per conto di Tonino Vaccarino (presunto consigliere della famiglia di Castelvetrano) dieci miliardi di lire da investire in Sud America e nei Caraibi attraverso Marcinkus, la Banca Vaticana e il notaio Salvatore Albano. L'incontro si sarebbe svolto a casa di quest'ultimo (a detta di Calcara membro, come Marcinkus, dell'Ordine dei Cavalieri del Santo Sepolcro, "contatto" fra Cosa nostra e il Vaticano, nonché notaio personale di Giulio Andreotti, del boss Luciano Liggio e di Frank Coppola), alla presenza del notaio stesso, di Marcinkus, di un cardinale, di Roberto Calvi, Vincenzino Culicchia (deputato al Parlamento siciliano), Stefano Accardo (detto «cannata»), Vincenzo Furnari, Enzo Leone (anch'egli componente del Parlamento siciliano), Antonino Marotta e il suo padrino Tonino Vaccarino.
A seguito dello scandalo, l'allora ministro del Tesoro Beniamino Andreatta impose lo scioglimento dell'Ambrosiano e la sua liquidazione coatta, avvenuta il 6 agosto 1982. Andreatta stesso tenne uno storico discorso in Parlamento l'8 ottobre 1982, riferendo pubblicamente delle responsabilità della banca vaticana e dei suoi dirigenti, fra cui lo stesso Marcinkus. Secondo i suoi calcoli il Vaticano fu coinvolto nello scandalo per una somma di circa 1.500 miliardi di lire. 
Nel 1987 Marcinkus venne indagato, assieme ad altri due dirigenti dello IOR, per concorso in bancarotta fraudolenta e venne emesso un mandato di cattura dalla magistratura italiana in rapporto al crack dell'Ambrosiano, ma dopo pochi mesi la Corte di cassazione prima, e quella Costituzionale poi, annullarono il mandato in base all'articolo 11 dei Patti lateranensi, facendo venir meno anche la conseguente richiesta di estradizione.
L'opinione del Vaticano, accreditata da recenti esternazioni di Giulio Andreotti e dall'opinione di Angelo Caloia, è che si agì con leggerezza nel delegare incarichi così delicati a una persona che si rivelò alla fine inadeguata e inesperta.
Per David Yallop, però, Paul Marcinkus era tutt'altro che un incapace. Semmai, attraverso la conoscenza di Roberto Calvi, Michele Sindona e Licio Gelli, portò il livello economico del Vaticano a vette mai raggiunte prima, influenzando direttamente o indirettamente svariati governi.
I fatti dell'Ambrosiano tuttavia rimangono ancora tutti da chiarire e costituiscono una zona oscura della recente storia italiana. In particolare, tanto Calvi quanto Sindona furono trovati morti in circostanze misteriose. Il primo, fuggito a Londra, fu trovato impiccato il 18 giugno 1982 sotto il ponte dei Frati Neri sul Tamigi. Il secondo, in carcere per l'omicidio di Giorgio Ambrosoli, fu avvelenato da un caffè al cianuro il 20 marzo 1986 e morì due giorni dopo. Inoltre, la segretaria di Calvi, Graziella Corrocher, fu trovata morta dopo un volo da una finestra del Banco Ambrosiano di Milano il 17 giugno 1982, il giorno prima del ritrovamento del corpo di Calvi.

### Presunto coinvolgimento nella morte di Papa Giovanni Paolo I
Oltre a questi scandali, alcuni autori (fra cui il giornalista britannico David Yallop, autore del best seller In nome di Dio, pubblicato nel 1984), ipotizzarono che il monsignore fosse coinvolto, insieme al cardinale Villot (all'epoca Segretario di Stato), al cardinale Cody, a Licio Gelli e allo stesso Roberto Calvi, nella morte di papa Giovanni Paolo I, il cui pontificato durò solo 33 giorni e col quale esisteva una forte ostilità. Questa risaliva agli anni settanta, quando Marcinkus aveva venduto a Roberto Calvi del Banco Ambrosiano di Milano il 37% delle azioni della Banca Cattolica del Veneto di Vicenza (fondata per contribuire al lavoro assistenziale del clero veneto), senza informare il patriarca di Venezia (a quei tempi Albino Luciani, futuro Papa Giovanni Paolo I) e i vescovi veneti. Essi, per protesta, chiusero i loro conti presso la Banca Cattolica del Veneto e Luciani trasferì i conti dell'arcivescovado nel Banco di San Marco. 
Divenuto Papa, riconosciuto come innovatore e rinnovatore, Luciani intendeva riportare la Chiesa cattolica agli ideali originari di umiltà e semplicità, operando riforme nello IOR e nella stessa Curia. Secondo Yallop e il vaticanista Gianni Gennari, infatti, il Papa aveva con sé un taccuino, sparito poco dopo il ritrovamento del corpo, che conteneva un piano di ristrutturazione delle gerarchie ecclesiastiche (fra cui la sostituzione di Villot e Marcinkus). 
Secondo questa tesi, la morte del papa, nella notte tra il 28 e il 29 settembre 1978, sarebbe avvenuta per avvelenamento da digitale. 
A dar ulteriore adito all'ipotesi dell'avvelenamento, concorrono le rivelazioni del pentito Vincenzo Calcara rilasciate a Paolo Borsellino e pubblicate nel suo memoriale. Calcara scrive di un colloquio con l'imprenditore e politico mafioso Michele Lucchese (membro di una loggia massonica segreta, secondo Calcara) subito dopo l'attentato a Giovanni Paolo II (al quale i mafiosi partecipano indirettamente). Lucchese rivela a Calcara che Giovanni Paolo II stava perseguendo un disegno simile a quello di Papa Luciani, il quale intendeva «rompere gli equilibri all'interno del Vaticano», attuando una redistribuzione dei beni della Banca Vaticana sostituendo i vertici dello IOR e della Segreteria di Stato (Marcinkus e Villot). Calcara parla così di una "congiura" di quattro cardinali (tra cui Jean-Marie Villot, Giovanni Benelli e un certo Gianvio) che, usando Marcinkus, avrebbero fatto uccidere papa Luciani per mezzo di ingenti dosi di calmante, con l'aiuto del suo medico personale.
Calcara è già stato considerato attendibile, in merito ad altre dichiarazioni, dal tribunale di Roma, nona sezione penale, con sentenza del 6 giugno 2003. 
Queste ipotesi non hanno avuto seguito per il momento, ma sussistono dubbi in merito, anche a causa del diniego delle autorità ecclesiastiche a effettuare l'autopsia sul corpo.
Un malvivente statunitense, Antony Luciano Raimondi, della famiglia mafiosa dei Colombo, nipote del famoso padrino Charles "Lucky" Luciano nonché cugino del presule, nel suo libro di memorie intitolato When the Bullet Hits the Bone, pubblicato negli USA dalla casa editrice Page Publishing (2019), sostiene la versione dell'omicidio compiuto direttamente dall'arcivescovo. Questi l'avrebbe convocato a Roma, inserendolo all'interno del Vaticano stesso, affinché studiasse le abitudini del papa. Secondo quanto scritto, Marcinkus avrebbe aggiunto del valium nella tazza di tè che il pontefice era solito bere prima di andare a letto, per indurgli un sonno profondo, per poi inserirgli del cianuro, tramite un contagocce, in bocca. Lo stesso, con gli altri suoi complici, poi, in seguito alla notizia della morte del santo padre, sarebbero accorsi al suo capezzale, simulando stupore per non dare alcun sospetto. L'autore afferma, inoltre, che anche Giovanni Paolo II rischiò di fare la medesima fine, se non fosse stato che aveva accantonato l'idea di perseguire i responsabili della frode in cui erano coinvolti i congiurati.

### Presunto coinvolgimento nella scomparsa di Emanuela Orlandi
Altra vicenda oscura in qualche modo collegata alla figura di Marcinkus fu la scomparsa di Emanuela Orlandi. Per le telefonate di un uomo, che fu soprannominato l'Amerikano per la sua inflessione, nelle quali si proponeva lo scambio della stessa in cambio della libertà del terrorista Mehmet Ali Ağca, alcuni giornali dell'epoca additarono Paul Marcinkus. Questa ipotesi non ha avuto riscontri oggettivi.
Nel giugno 2008, uno dei supertestimoni della vicenda Orlandi, cioè Sabrina Minardi, ex compagna del boss Enrico De Pedis detto Renatino, ha rilasciato agli inquirenti dichiarazioni secondo cui Emanuela Orlandi sarebbe stata rapita dall'organizzazione criminale di De Pedis, tenuta in un'abitazione in via Antonio Pignatelli 13 a Roma, che ha «un sotterraneo immenso che arrivava quasi fino all'ospedale San Camillo» (la cui esistenza è stata confermata dagli inquirenti), poi uccisa e gettata in una betoniera a Torvaianica. La palazzina in questione sulla gianicolense sarebbe stata restaurata da Danilo Abbruciati, membro della banda della Magliana e vicino a Calvi (con il quale Marcinkus aveva contatti).
Il rapimento sarebbe stato richiesto, secondo una confidenza fatta da De Pedis alla stessa Minardi, proprio da Mons. Marcinkus, «come se avessero voluto dare un messaggio a qualcuno sopra di loro». È la stessa Minardi ad ammettere di aver accompagnato in auto la ragazza dal bar del Gianicolo fino al benzinaio del Vaticano, dove le attendeva un sacerdote a bordo di una Mercedes targata Città del Vaticano. 
Nella stessa sede, la Minardi ha altresì aggiunto di aver personalmente accompagnato ragazze compiacenti a incontri privati col monsignore in via Porta Angelica.
Nelle rivelazioni della donna affiora anche Giulio Andreotti, presso la dimora del quale la testimone afferma di aver cenato due volte, assieme al compagno De Pedis, a quel tempo già ricercato dalla polizia. La donna specifica però che Andreotti «non c'entra direttamente con Emanuela Orlandi, ma con monsignor Marcinkus sì».
Sebbene le dichiarazioni della Minardi siano state messe in dubbio a causa di alcune incongruenze temporali del verbale e, come da sua stessa ammissione, per aver fatto notevole abuso di sostanze stupefacenti, il ritrovamento, nell'agosto 2008, della BMW che la stessa Minardi ha raccontato di aver utilizzato per il trasporto di Emanuela Orlandi, rende le sue dichiarazioni sempre più credibili. L'auto, infatti, risulta appartenuta prima a Flavio Carboni (imprenditore indagato e poi assolto nel processo sulla morte di Roberto Calvi) e successivamente a uno dei componenti della Banda della Magliana.
La pubblicazione dei verbali resi alla magistratura dalla Minardi ha suscitato le proteste del Vaticano che, per bocca di padre Federico Lombardi (portavoce della Sala Stampa della Santa Sede), ha dichiarato che oltre alla «mancanza di umanità e rispetto per la famiglia Orlandi, che ne ravviva il dolore», ha poi definito come «infamanti le accuse rivolte a Mons. Marcinkus, morto da tempo e impossibilitato a difendersi».

### Il legame con Sabrina Minardi
Tra il 2006 e il 2009 Sabrina Minardi, amante di Enrico De Pedis, ha raccontato alla giornalista Raffaella Notariale di aver conosciuto Roberto Calvi e Paul Marcinkus a casa di Flavio Carboni e di aver avuto un imprecisato "legame" con il prelato al quale avrebbe portato diverse ragazze e borse piene di denaro su richiesta di De Pedis, soldi che sarebbero serviti "a farne altri".

## Filmografia
- Agli scandali che riguardano Marcinkus è liberamente ispirato il film Il padrino - Parte III di Francis Ford Coppola, dove la storia della famiglia mafiosa Corleone si intreccia con le vicende vaticane nella persona dell'Arcivescovo Gilday.
- Il film I banchieri di Dio - Il caso Calvi del 2002 di Giuseppe Ferrara, dedicato allo scandalo IOR, è tuttora sospeso dalla distribuzione per ordine della magistratura, in quanto i fatti riportati dalla pellicola sono ancora oggetto di indagine. La pellicola è stata però trasmessa in diverse occasioni dall'emittente satellitare italiana Sky. Il personaggio di Marcinkus è interpretato da Rutger Hauer, e la figura che ne esce è quella di un cinico finanziere più che di un ministro della Chiesa.
- La fiction Papa Luciani - Il sorriso di Dio, in cui Marcinkus viene interpretato da Jacques Sernas.
- Il film La verità sta in cielo dedicato alla sparizione di Emanuela Orlandi. 
Marcinkus viene interpretato da Randall Paul.